# Mosselkoers
La Mosselkoers est une course cycliste belge disputée au village de Houthem, dans la commune de Vilvorde (Brabant flamand). Cette kermesse professionnelle se déroule habituellement le deuxième mardi du mois de juillet. Elle est organisée depuis les années 1940.
En 2020 et 2021, la compétition est annulée en raison du contexte sanitaire lié à la pandémie de Covid-19

## Palmarès
| Année     | Vainqueur              | Deuxième              | Troisième                |
| --------- | ---------------------- | --------------------- | ------------------------ |
| 1948      | Karel Van Dormael      |                       |                          |
| 1949      | Rafael Jonckheere      |                       |                          |
| 1950      | Maurice Blomme         | Gustaaf Salembier     | Jules Depoorter          |
| 1951      | Maurice Blomme         | Michel Remue          | Frans Sterckx            |
| 1952      | Frans Loyaerts (ca)    | Frans Leenen (nl)     | Gerard Buyl (nl)         |
| 1953      | Jozef Schils           | Maurice Mollin        | Frans Loyaerts (ca)      |
| 1954      | Jan De Valck (it)      | Frans Loyaerts (ca)   | Guillaume Hendriks       |
| 1955      | Lode Anthonis          | Ernest Sterckx        | Jozef De Feyter          |
| 1956      | Frans Schoubben        | Pierre Machiels       | Guillaume Hendriks       |
| 1957      | Jozef De Feyter        | Guillaume Hendriks    | Jozef Mariën             |
| 1958      | Jozef Schils           | Willy Haelterman      | Henri Van den Bossche    |
| 1959      | Yvo Molenaers          | Raymond Coeckaerts    | Jos Hinsen               |
| 1960      | Karel Clerckx          | Alfons Sweeck         | Lucien Hooberghs         |
| 1961      | Roger Baens            | Karel Clerckx         | Alfons Sweeck            |
| 1962      | Willy Butzen           | Jos Dewit             | Willy Verbinnen          |
| 1963      | Émile Daems            | Roger De Coninck      | Guillaume Demaer         |
| 1964      | Karel Colpaert         | Jan Lauwers           | Piet Oellibrandt         |
| 1965      | Willy Monty            | Louis Proost          | Fernand Deferm           |
| 1966      | Noël De Pauw           | Walter Lambrechts     | Frans Brands             |
| 1967      | Pierre Vreys           | Leo Knops (nl)        | Eddy Beugels             |
| 1968      | Alfons Cools           | Leopold Lemmens       | Tony Daelemans           |
| 1969      | Frans Brands           | Julien Delocht        | Guy Vallée               |
| 1970      | Jos Huysmans           | Victor Van Schil      | Frans Brands             |
| 1971      | Edward Janssens        | Gérard Hendrickx      | Tony Houbrechts          |
| 1972      | Frans Maes             | Luc Van Goidsenhoven  | Jean Ronsmans            |
| 1973      | Roger Kindt            | Adolf Huysmans        | Paul Aerts               |
| 1974      | Tony Houbrechts        | Roger De Vlaeminck    | Willy Abbeloos           |
| 1975      | Julien Van Lint (it)   | Tony Gakens           | Frans Van Looy           |
| 1976      | André Delcroix (nl)    | Guido Van Sweevelt    | Willy Scheers            |
| 1977      | André Delcroix (nl)    | Marcel Laurens        | Ludo Van Staeyen         |
| 1978      | André Dierickx         | Willem Peeters        | Marc Renier              |
| 1979      | Willem Peeters         | Eddy Verstraeten      | Patrick Devos            |
| 1980      | Herman Vanspringel     | Rudy Colman           | Benny Schepmans          |
| 1981      | Willem Peeters         | Jos Gysemans          | Jozef Devits             |
| 1982      | Johnny De Nul (nl)     | Jean-Marie Wampers    | Benny Van der Auwera     |
| 1983      | Walter Dalgal          | Yves Godimus          | Guido Beyens             |
| 1984      | Willy Teirlinck        | Louis Luyten (nl)     | Michel Dernies           |
| 1985      | Patrick Verschueren    | Willy Teirlinck       | Dirk Heirweg             |
| 1986      | Ludwig Wijnants        | Mario-Eliseo Mariotti | Jelle Nijdam             |
| 1987      | Bert Van Ende          | Dirk Durant           | Ludo Schurgers (nl)      |
| 1988      | Wim Van Eynde          | Patrick Tolhoek       | Pol Verschuere           |
| 1989      | Yves Van Steenwinkel   | Corneille Daems (it)  | Ludo Giesberts           |
| 1990      | Nico Verhoeven         | Ludo Giesberts        | Benjamin Van Itterbeeck  |
| 1991      | Jan Wijnants           | Ludo Giesberts        | Stefan Van Leeuwe        |
| 1992      | Patrick Van Roosbroeck | Wiebren Veenstra      | Wilfried Peeters         |
| 1993      | Frank Van den Abeele   | Niko Eeckhout         | Johan Devos              |
| 1994      | Michel Cornelisse      | Daniel Verelst        | Glenn Huybrechts         |
| 1995      | Michel Vanhaecke       | Frank Høj             | Jans Koerts              |
| 1996      | Matthew Gilmore        | Frank Høj             | Franky Van Haesebroucke  |
| 1997      | Steven de Jongh        | Oleg Pankov           | David McKenzie           |
| 1998      | Johan Verstrepen       | Ludo Dierckxsens      | Wim Omloop               |
| 1999      | Niko Eeckhout          | Sven Nys              | Johan Capiot             |
| 2000      | Geert Omloop           | Wim Omloop            | Dany Baeyens             |
| 2001      | Matthé Pronk           | Stefan van Dijk       | Robbie McEwen            |
| 2002      | Peter Wuyts            | Christophe Detilloux  | Bert Roesems             |
| 2003      | Steve De Wolf          | Matthé Pronk          | Daniel Verelst           |
| 2004      | Steven Caethoven       | Geert Omloop          | Björn Leukemans          |
| 2005      | Kristof Trouvé         | Steven De Neef        | Frederik Christiaans     |
| 2006      | Steven Caethoven       | Wouter Van Mechelen   | James Vanlandschoot      |
| 2007      | Michael Blanchy        | Niko Eeckhout         | Bobbie Traksel           |
| 2008      | Sébastien Delfosse     | Jurgen François       | Nico Sijmens             |
| 2009      | Reinier Honig          | Johan Coenen          | Aiden McDonald           |
| 2010      | Staf Scheirlinckx      | Egidijus Juodvalkis   | Geert Omloop             |
| 2011      | Niko Eeckhout          | Dries Hollanders      | Adam Blythe              |
| 2012      | Bert De Waele          | Koen Barbé            | Andrew Fenn              |
| 2013      | Rudy Kowalski          | Laurent Évrard        | Mitchell Docker          |
| 2014      | Baptiste Planckaert    | Timothy Dupont        | Guillaume Van Keirsbulck |
| 2015      | Joeri Stallaert        | Tom Bosmans           | Benjamin Verraes         |
| 2016      | Dries De Bondt         | Julien Van den Brande | Niels De Rooze           |
| 2017      | Michael Freiberg       | Michael Van Staeyen   | Thomas Gibbons           |
| 2018      | Niels De Rooze         | Jesse Ewart           | Colin Heiderscheid       |
| 2019      | Jonas Goeman           | Gianni Marchand       | Piotr Havik              |
| 2020-2021 | Annulé                 | Annulé                | Annulé                   |
| 2022      | Gianni Marchand        | Alex Colman           | Rutger Wouters           |
| 2023      | Elias Van Breussegem   | Julien Vermote        | Abram Stockman           |